# F & M
F & M (нем. Frau & Mann, в переводе с нем. — «Женщина и мужчина») — второй студийный альбом немецко-шведского дуэта Lindemann. Вышел 22 ноября 2019 года на лейблах Universal Music и Vertigo Berlin. Пять песен из альбома были выпущены в качестве синглов: «Mathematik», «Steh auf», «Ich weiß es nicht», «Knebel» и «Platz Eins». «Steh auf» достиг восьмой позиции в немецких чартах.

## Выпуск и продвижение
14 апреля 2018 года в Гамбурге состоялась премьера спектакля «Hänsel und Gretel», в котором сыграл Тилль Линдеманн. Специально для этого выступления группа записала 6 композиций: «Wer weiß das shon», «Schlaf ein», «Allesfresser», «Sauber», «Knebel» и «Blut». Все песни, кроме «Sauber» были перезаписаны в студийном качестве и выпущены в альбоме.
18 декабря 2018, задолго до анонса альбома, Lindemann выпустили клип и песню «Mathematik» с участием немецкого рэпера Haftbefehl. На следующий день песня была выпущена в качестве сингла. Альбом был анонсирован 13 сентября 2019 года вместе с выходом сингла «Steh Auf». Клип на эту песню с участием шведского актёра Петера Стормаре вышел в тот же день. 13 октября группа на своём YouTube-канале поделилась небольшим отрывком песни «Blut» из нового альбома. Третий сингл «Ich weiß es nicht» увидел свет 18 октября того же года. На другой стороне пластинки находился ремикс на эту песню популярной американской группы Ministry. 21 октября на YouTube-канале группы вышло чёрно-белое музыкальное видео на «Ich weiß es nicht», сгенерированное нейросетью. 29 октября 2019 группа выложила на свой канал ещё один отрывок, но на этот раз из песни «Allesfresser». 1 ноября вышел сингл «Knebel» вместе с музыкальным видео для него, бесцензурная версия которого доступна на сайте www.knebel-video.com. 21 ноября, за день до выхода альбома, группа опубликовала тизер к следующему видеоклипу. Frau & Mann был выпущен 23 ноября. В клипе снялись также Светлана Лобода и Петер Стормаре, ранее снявшийся в другом клипе этой же группы.
F & M вышел на лейблах Universal Music и Vertigo Berlin 22 ноября 2019 и стал доступен для онлайн-прослушивания, на виниле и CD. Последний вышел в двух изданиях — стандартном и делюкс. Винил же содержит другие версии обложки альбома. А к делюкс-изданию CD прилагается 42-страничная книга в твёрдом переплёте. Винил, делюкс CD и все цифровые делюкс-издания содержат две дополнительных песни: «Mathematik» и версию песни «Ach so gern» от группы Pain.

## Список композиций
Все тексты написаны Тиллем Линдеманном, вся музыка написана Петером Тэгтгреном, кроме отмеченных.
| №                   | Название                          | Музыка              | Длительность |
| ------------------- | --------------------------------- | ------------------- | ------------ |
| 1.                  | «Steh auf» (Вставай)              |                     | 3:04         |
| 2.                  | «Ich weiß es nicht» (Я не знаю)   |                     | 4:49         |
| 3.                  | «Allesfresser» (Всеядный)         |                     | 3:29         |
| 4.                  | «Blut» (Кровь)                    |                     | 4:02         |
| 5.                  | «Knebel» (Кляп)                   |                     | 3:50         |
| 6.                  | «Frau & Mann» (Женщина и мужчина) |                     | 3:33         |
| 7.                  | «Ach so gern» (Ах, так хочется)   |                     | 3:22         |
| 8.                  | «Schlaf ein» (Засыпай)            |                     | 5:09         |
| 9.                  | «Gummi» (Резинка)                 |                     | 3:56         |
| 10.                 | «Platz eins» (Номер один)         |                     | 3:55         |
| 11.                 | «Wer weiß das schon» (Кто знает?) | Клеменс Вейерс      | 3:49         |
| Общая длительность: | Общая длительность:               | Общая длительность: | 43:05        |

| №                   | Название                     | Музыка              | Длительность |
| ------------------- | ---------------------------- | ------------------- | ------------ |
| 12.                 | «Mathematik» (Математика)    | Себастьян Тэгтгрен  | 3:34         |
| 13.                 | «Ach so gern» (Pain version) |                     | 3:49         |
| Общая длительность: | Общая длительность:          | Общая длительность: | 50:28        |

## Чарты
| Чарт (2019)                        | Высшая позиция |
| ---------------------------------- | -------------- |
| Бельгия/Фландрия (Ultratop)        | 9              |
| Бельгия/Валлония (Ultratop)        | 25             |
| Нидерланды (Album Top 100)         | 18             |
| Германия (Offizielle Top 100)      | 1              |
| Italian Albums (FIMI)              | 70             |
| Lithuanian Albums (AGATA)          | 98             |
| Норвегия (VG-lista)                | 20             |
| Шотландия (Scottish Albums Chart)  | 47             |
| Swedish Albums (Sverigetopplistan) | 23             |
| Великобритания (UK Albums Chart)   | 85             |

## История выхода
| Регион | Дата           | Формат                | Лейбл                    | Источник |
| ------ | -------------- | --------------------- | ------------------------ | -------- |
| Мир    | 22 ноября 2019 | ЦД Стриминг           | Universal Vertigo Berlin | [ 11 ]   |
| Мир    | 22 ноября 2019 | Винил                 | Universal                | [ 12 ]   |
| Мир    | 22 ноября 2019 | CD (standard edition) | Universal                | [ 13 ]   |
| Мир    | 22 ноября 2019 | CD (deluxe edition)   | Universal                | [ 14 ]   |